# Helicteres lenta
Helicteres lenta är en malvaväxtart som beskrevs av Carl Friedrich Philipp von Martius. Helicteres lenta ingår i släktet Helicteres och familjen malvaväxter. Inga underarter finns listade i Catalogue of Life.